# Anežka Akvitánská (královna Leónu a Kastilie)
Anežka Akvitánská (také Ines z Akvitánie nebo z Poitou) byla sňatkem s králem Alfonsem VI. Kastilským královnou Leónu a Kastilie žijící v 11. stoletím.

## Původ
Anežka se zřejmě narodila jako dcera vévody Viléma VIII. Akvitánského a jeho druhé manželky Matyldy, jejíž původ není znám. Byla tak nevlastní sestrou jiné iberské královny, která se také jmenovala Anežka a byla manželkou krále Petra I. Aragonského a Navarrského.

## Manželství
V roce 1069 se Anežka provdala za leónského krále Alfonse VI. Jeho otec po své smrti rozdělil království na tři říše. Alfons a jeho bratr Sancho nejprve spojili své síly, aby vytlačili svého bratra Garcíu z Galicijského království, pak se obrátili proti sobě navzájem. V lednu 1072 byl Alfons (a pravděpodobně také Anežka) nucen uprchnout a Sancho získal celou otcovu říši. Sancho byl později toho roku zavražděn a Alfons se vrátil, nechal se korunovat a v říjnu 1072 spojil země svého otce pod svou vládou. Stal se tak „vládcem celé Hispánie“ (Imperator totius Hispaniae).
Naposledy se Anežka po Alfonsově boku objevila v květnu 1077, poté se již Alfons objevuje sám. To naznačuje, že Anežka zemřela, Orderic Vitalis však uvádí, že se v roce 1109 provdala za Eliáše I. z Maine. To vedlo ke spekulacím, že se Alfons s Anežkou kvůli příbuzenství rozvedli, ale zdá se pravděpodobnější, že Vitalis mluví o poslední Alfonsově manželce Beatrix, která se jako vdova vrátila do Francie a Vitalis si jen spletl jméno. Anežka Akvitánská neměla žádné potomky.

## Smrt a pochování
K Anežčině smrti se váže několik možností. Některé zdroje uvádí, že zemřela v roce 1078, což by odpovídalo jejímu zmizení ze záznamů. Podle jiných zemřela a v roce 1097. Tento záznam však nejspíše odkazuje na její nevlastní sestru, také královnu Anežku, která v tom roce zemřela. Pokud by byla zpráva o jejím manželství s Eliášem z Maine pravdivá, znamenalo by to, že se musela dožít alespoň toho data 1109.
Anežka je údajně pohřbena v klášteře Sahagún vedle Alfonsovy druhé manželky Konstancie Burgundské. Ani to však nemusí být skutečnost.